# Madona v cerkvi
Madona v cerkvi (ali Devica v cerkvi) je majhna oljna tabla staronizozemskega slikarja Jana van Eycka. Verjetno naslikana med okoli 1438–40, je na njej upodobljena Devica Marija, ki v gotski stolnici v rokah drži otroka Jezusa. Marija je predstavljena kot nebeška kraljica, oblečena v krono z dragulji, ki ziba igrivega Jezusa, ki jo gleda in prime rob njene obleke na način, ki spominja na bizantinsko tradicijo ikone Eleusa (grško Ἐλεούσα – nežnost ali izkazovanje milosti) iz 13. stoletja. Na korni pregradi v ozadju sta na dveh vidnih zatrepih v reliefu prikazana dva prizora iz Marijinega življenja. Levo od prehoda pa je v niši kip Marije z detetom v podobni drži kot Marija v ospredju. Erwin Panofsky razlaga sliko tako, kot sta figuri Marije in Jezusa mišljeni kot skulpturi, ki sta oživeli. V prehodu korne pregrade dva angela pojeta psalme iz pesmarice. Tako kot bizantinske upodobitve Madone, tudi van Eyck upodablja monumentalno Marijo, ki je v primerjavi z okolico nerealno velika. Tabla prikazuje natančno usmerjene žarke svetlobe, ki sevajo skozi okna stolnice. Osvetlijo notranjost, preden dosežejo vrhunec v dveh poljih na tleh. Svetloba ima simbolni pomen, hkrati pa aludira na Marijino deviško čistost in Božjo eterično prisotnost.
Večina umetnostnih zgodovinarjev vidi tablo kot levo krilo razstavljenega diptiha; domnevno je bilo njeno nasprotno krilo votivni portret. Skoraj sodobne kopije Bruggeškega mojstra leta 1499 in Jana Gossaerta jo povežejo z dvema zelo različnima desnima slikama: ena je donator, ki kleči v notranjosti; druga je postavljena na prostem, donatorja pa predstavi sv. Anton. Oba slikarja sta bistveno spremenila Van Eyckovo kompozicijo, zaradi česar je bila slika bolj posodobljena s sodobnimi slogi, vendar so bile kopije opisane kot »duhovno, če ne estetsko pogubne za originalni koncept«.
Madona v cerkvi je bila prvič dokumentirana leta 1851. Od takrat se med znanstveniki pogosto razpravlja o njenem datiranju in pripisovanju. Sprva so pomislili na zgodnje delo Jana van Eycka in za obdobje, ki ga pripisujejo njegovemu bratu Hubertu van Eycku, je zdaj dokončno pripisana Janu in se domneva, da je poznejše delo, ki prikazuje tehnike, prisotne v delu od sredine 30-ih in kasneje. Panel je bil kupljen za berlinsko  Gemäldegalerie leta 1874. Ukradena je bila leta 1877 in kmalu vrnjena, vendar brez prvotnega vpisanega okvirja, ki pa niso nikoli več obnovili. Danes Madona v cerkvi velja za eno najboljših van Eyckovih slik; Millard Meiss je zapisal, da je »njen sijaj in prefinjenost [upodobitve] svetlobe v zahodni umetnosti neprekosljiva«.

## Pripis in datacija
Pripisovanje table odraža napredovanje in trende raziskovanja 19. in 20. stoletja na področju staronizozemske umetnosti. Zdaj naj bi bila končana okoli leta 1438–40, vendar še vedno obstajajo argumenti za datume že v 1424–29. Tako kot pri delih, pripisanih Umetniku G v rokopisu Torinsko-milanski horarij, je bila tabla pripisana Janovemu bratu Hubertu van Eycku v katalogu Gemäldegalerie iz leta 1875, s trditvijo umetnostnega zgodovinarja Georgesa Hulina de Looja iz leta 1911. To se ne šteje več za verodostojno in Hubert je danes zaslužen za zelo malo del.  Do leta 1912 je bila slika v muzejskem katalogu dokončno pripisana Janu van Eycku.
Dosedanji poskusi so bili podobno spremenjeni. V 19. stoletju so verjeli, da je tabla zgodnje delo, ki ga je Jan zaključil že okoli leta 1410, čeprav se je to stališče z napredovanjem razskav spremenilo. V začetku 20. stoletja jo je Ludwig von Baldass postavil okoli 1424–29, nato pa je bilo dolgo videti, da izvira iz zgodnjih 1430-ih. Erwin Panofsky je podal prvo podrobno razpravo o delu in ga postavil okoli 1432–34. Po raziskavi Meyerja Schapira pa je svoje mnenje revidiral v pozna 1430-ta v izdaji Zgodnje nizozemsko slikarstvo iz leta 1953. V primerjalni študiji Van Eyckove Svete Barbare iz leta 1437 je bilo ugotovljeno, da je bila Madona v cerkvi dokončana po letu 1437. V 1990-ih je Otto Pächt delo ocenil kot verjetno pokojnega van Eycka, glede na podobno obdelavo notranjosti v Portretu Arnolfinijev iz leta 1434. V zgodnjem 21. stoletju sta jo Jeffrey Chipps Smith in John Oliver Hand postavila med leta 1426 in 1428, češ da je to verjetno najstarejše podpisano delo, potrjeno Jan.

## Opis
Dimenzije slike so 31 cm × 14 cm in so tako majhne, da jih lahko skoraj štejemo za miniaturne, kar je v skladu z večino pobožnih diptihov iz 15. stoletja. Zmanjšana velikost je povečala prenosljivost in cenovno dostopnost ter spodbudila gledalca, da se približa delu, da natančneje vidi njegove zapletene podrobnosti. Delo prikazuje Marijo, ki nosi rdečo obleko iz različnih teksturnih tkanin in temno modro haljo - barvi, ki tradicionalno poudarjata njeno človečnost. Njen rob je izvezen v zlatu s pozlačenimi črkami, napis se glasi SOL in LU ali morda SIOR SOLE HEC ES, po vsej verjetnosti, fragmenti latinskih besed za 'sonce' (sole) in  'svetloba' (lux). Na njeni glavi je dodelano krojena in z dragulji obložena krona, v naročju pa nosi dojenčka Jezusa, njegove noge počivajo na njeni levi roki. Zavit v belo krpo okoli bokov, ki se vleče čez noge, z roko stiska draguljarski izrez materine obleke.
Nadaljnje upodobitve Marije najdemo v cerkvenem ozadju. Vključujejo kip Device in otroka, nameščen med dvema prižganima svečama na korni pregradi za glavnimi figurami, na desni pa v koru stojita dva angela, ki pojeta njeno hvalo (morda himno, napisano na okvirju). Nad njo je relief Oznanjenja, v poglobljenem oboku pa relief, ki prikazuje njeno kronanje; Križanje je prikazano na triumfalnem razpelu. Tako so na sliki prikazane stopnje Marijinega življenja kot Jezusove matere. Levo na slopu visi dvostebrna molitvena tabla - podobna tisti, ki je upodobljena v Oltarju sedmih zakramentov Rogierja van der Weydna (1445–50). Vsebujejo besede, ki se nanašajo na in odmevajo na prvotnem okvirju. Okna svetlobnega nadstropja gledajo proti zunanjim opornikom in med oboki so vidne pajčevine. V obokani galeriji je mogoče videti več različnih gradbenih faz, medtem ko sta empora in transept upodobljena v sodobnejšem slogu kot ladja.
Skozi visoka okna se razlijejo natančno usmerjeni žarki svetlobe, ki osvetljujejo notranjost, polnijo portal in tečejo po ploščicah, preden zadenejo okna svetlobnega nadstropja. Sijaj dnevne svetlobe je v ozadju z nežnim sijajem sveč v korni pregradi, spodnji del slikovnega prostora pa je razmeroma slabo osvetljen. Sence, ki jih meče stolnica, so vidne čez stopnice kora in blizu stranske ladje. Njihov kot je prikazan na nenavadno realen način za začetek 15. stoletja, podrobnosti pa so takšne, da njihov opis verjetno temelji na opazovanju dejanskega vedenja svetlobe, nadaljnje novosti v umetnosti 15. stoletja. Kljub temu, da je svetloba upodobljena takšna, kot se morda zdi v naravi, njen vir ni. Panofsky ugotavlja, da sončna svetloba vstopa s severnih oken, sodobne cerkve pa imajo običajno kore, ki so obrnjeni proti vzhodu, zato naj bi svetloba vstopala z juga. Predlaga, da svetloba ni mišljena kot naravna, temveč da predstavlja božansko in zato podrejena »zakonitostim simbolizma in ne zakonom narave«.

### Okvir in napisi
Po besedah Elisabeth Dhanens oblika in zaobljen vrh prvotnega okvirja spominja na tiste, ki jih najdemo na zgornjem registru tabel v Gentskem oltarju, ki jih je sprejel Janov brat Hubert. Prepričana je, da je trenutni okvir preozek in majhen ter vsebuje »nespreten marmor«. Iz podrobnega inventarja iz leta 1851 poznamo besedilo himne, vpisane na originalni okvir. Besedilo je napisano v poetični obliki in se začne na spodnjem robu, nato pa se navpično podaljša navzgor in konča na zgornjem robu. Na dnu okvirja je pisalo FLOS FLORIOLORUM APPELLARIS; stranice in vrh MATER HEC EST FILIA PATER EST NATUS QUIS AUDIVIT TALIA DEUS HOMO NATUS ETCET (Mati je hči. Ta oče je rojen. Kdo je že slišal za tako stvar? Bog je rodil človeka.). Peta kitica himne (ki ni vključena v Van Eyckov prepis) se glasi: »Kot sončni žarek skozi steklo. Prehaja, a ne omadežuje. Tako je Devica, kakršna je bila. Devica še vedno ostala«. Črke na robu njene halje odseva napis na okvirju, besede, podobne tistim na Marijini obleki v van Eyckovi Devici in otroku s kanonikom van der Paelejem iz leta 1436, odlomek iz Knjige modrosti (7:29), ki glasiEST ENIM HAEC SPECIOSIOR SOLE ET SUPER OMNEM STELLARUM DISPOSITIONEM. LUCI CONPARATA INVENITUR PRIOR (Ker je lepša od sonca in odlikuje vsako ozvezdje zvezd. V primerjavi s svetlobo se zdi boljša.).
Nekateri zgodovinarji domnevajo, da so bili napisi namenjeni vdihniti življenje ostalim kipom in Marijinim upodobitvam. Drugi, vključno z Craigom Harbisonom, menijo, da so bili povsem funkcionalni; glede na to, da so bili sodobni diptihi naročeni za zasebno pobožnost in razmislek, naj bi bili napisi brani kot poklon ali osebne molitve. Harbison ugotavlja, da so dela Van Eycka po zasebnem naročilu nenavadno močno zapisana z molitvijo in da so te besede morda imele podobno funkcijo kot molitvene table ali natančneje 'molitvena krila', kakršen je bil videti v rekonstruiranem londonskem triptihu Devica in otrok.

### Arhitektura
Zgodnejša Van Eyckova dela pogosto prikazujejo cerkve in stolnice v starejšem romanskem slogu, včasih pa predstavljajo tempelj v Jeruzalemu kot primerno zgodovinsko okolje z okrasjem, črpanim izključno iz Stare zaveze. Tu očitno ni tako - Jezušček zavzema isti prostor kot veliko Razpelo, ki prikazuje Križanega. Cerkev na tej tabli je sodobna gotika - izbira je morda namenjena povezovanju Marije z Ecclesia Triumphans - medtem ko sta njena poza in prevelik obseg dolžna oblikam in konvencijam bizantinske umetnosti in mednarodne gotike. Van Eyck podrobno slika arhitekturo z natančnostjo, kakršne prej niso videli v severnoevropskem slikarstvu. 
Različni elementi stolnice so tako posebej natančni, elementi gotske in sodobne arhitekture pa tako dobro razmejene, da so zgodovinarji umetnosti in arhitekture ugotovili, da je van Eyck moral imeti dovolj arhitekturnega znanja, da bi lahko to razlikoval. Še več, glede na natančnost so mnogi znanstveniki poskušali sliko povezati z določeno stavbo. Kljub temu pa je, tako kot pri vseh stavbah v Van Eyckovih delih, struktura izmišljena in verjetno idealizirana tvorba tega, kar je videl kot popoln arhitekturni prostor. To je razvidno iz številnih značilnosti, ki bi bile v sodobni cerkvi malo verjetne, na primer postavitev okroglega obokanega triforija nad koničastim stebriščem.
Več umetnostnih zgodovinarjev je utemeljilo, zakaj van Eyck ni oblikoval notranjosti nobene dejanske stavbe. Večina se strinja, da je skušal ustvariti idealen in popoln prostor za Marijino privid  in je bil namenjen vizualnim vplivom in ne fizičnim možnostim. Kot možne (vsaj delne) vire predlagane zgradbe vključujejo cerkev sv. Nikolaja v Gentu, baziliko sv. Dionizija, stolnico v Dijonu, stolnico v Liègu in Kölnsko stolnico, pa tudi baziliko Naše Gospe v Tongerenu, ki vsebuje zelo podobno galerijo s triforijem in cerkev. Tongeren je ena od manjšin cerkva v regiji, poravnanih na osi severovzhod proti jugozahodu, tako da so razmere osvetlitve na sliki vidne ob poletnih jutrih. Poleg tega cerkev vsebuje kip Device in otroka (Device z visoko krono), ki so ji nekoč pripisovali čudežno moč, čeprav je sedanji kip postavljen po datumu van Eycka.
Pächt je delo opisal v smislu 'notranje iluzije', pri čemer je opozoril na način, kako gledalčevo oko pade čez ladjo, križišče, a »šele potem [zagleda] skozi koridor in nad njim, kor«. Iz tega vidi Pächt perspektivo kot namerno pomanjkljivo kohezijsko, saj »razmerje med deli stavbe ni prikazano v celoti ... Prehod iz ospredja v ozadje iznajdljivo prikrije lik same Madone, ki zakriva prehod slopa; sredina je praktično odpravljena in naše oko jo prečka, ne da bi se tega zavedali«. Iluzijo povečuje uporaba barve, ki nakazuje svetlobo: notranjost je zatemnjena in v senci, medtem ko se nevidna zunanjost zdi obdana s svetlo svetlobo.

### Okna in vitraji
Nenavadno za gotsko stolnico iz 13. stoletja je večina oken iz prozornega stekla. Ob pogledu na okna, ki potekajo vzdolž ladje, je John L. Ward opazil, da je okno neposredno nad obešenim križem edino, katerega zgornji del je viden. To okno je neposredno obrnjeno proti gledalcu in razkriva zapleteno oblikovane vitražne table, ki prikazujejo prepletene rdeče in modre rože. Ker je okno tako daleč zadaj v slikovnem prostoru, kjer perspektiva postaja šibka, jim bližina cvetov razpela daje videz, da prihajajo »naprej v vesolje, kot da [so] nenadoma zrasle z vrha razpelo pred njim«.
Ward ne verjame, da je to trik očesa, ki je posledica izgube perspektive proti visokim delom table. Namesto tega ga vidi kot subtilno sklicevanje na ikonografijo in mitologijo Drevesa življenja iz 1. Mojzesove knjige, ki ga tukaj opisuje kot »prerojeno v Kristusovi smrti«. Priznava subtilnost iluzije in dejstvo, da nobena od obeh dobro znanih bližnjih kopij ne vključuje motiva. Zamisel o rožah, ki so prikazane kot da rastejo z vrha križa, je bila morda izposojena iz Masacciovega Križanja iz ok. 1426, kjer so rože postavljene na zgornji del navpičnega nosilca križa. Ward zaključuje, da je van Eyck idejo poglobil še dlje s prikazom rož, ki izvirajo iz drugega vira in poskušal prikazati dejanski trenutek, ko se drevo življenja prerodi in »križ oživi in vzklije rože, ko ga opazujemo«.

## Interpretacija in ikonografija

### Svetloba
V začetku 15. stoletja je imela Marija osrednji položaj v krščanski ikonografiji in je bila pogosto upodobljena kot tista, pri kateri je Beseda meso postala, kar je neposreden rezultat dela božanske svetlobe. V srednjeveškem obdobju je svetloba delovala kot vizualni simbol tako za brezmadežno spočetje kot za Jezusovo rojstvo; verjeli so, da ga je pokazala Božja svetloba, ki je šla skozi Marijino telo, tako kot svetloba sije skozi okensko steklo.
Božansko, ki ga predstavlja svetloba, je motiv v skladu s sentimentom tako latinskega besedila na robu Marijine obleke (ki njeno lepoto in sijaj primerja z božjo svetlobo) in na okvirju. Njen obraz osvetli ločen vir svetlobe, ki se prav tako obnaša kot iz božanskega in ne naravnega vira. Dva bazena svetlobe za njo so opisali, da dajeta sliki mistično vzdušje, ki kaže na prisotnost Boga. V niši za njo sta kipa osvetljena z dvema svečama - simboloma inkarnacije, medtem ko je ona obdana z naravno svetlobo. Umetna svetloba prispeva k celotni iluziji notranjosti cerkve, za katero Pächt meni, da je dosežena predvsem z barvami.
Svetloba je postala priljubljeno sredstvo severnih slikarjev 15. stoletja, da predstavljajo skrivnost inkarnacije, pri čemer uporabljajo idejo, da svetloba prehaja skozi steklo, ne da bi jo razbila, da bi izrazila paradoks spočetja in virgo intacta. To se odraža v odlomku, ki ga Bernardu iz Clairvauxa pripisuje iz njegove Sermones de Diversis; »Tako kot sijaj sonca napolni in prodre skozi stekleno okno, ne da bi ga poškodoval in njegovo trdno obliko prebode z neopazno tankočutnostjo, ne da bi jo poškodoval, ko je vstopil ali jo uničil, ko je vzniknil: tako božja beseda, Očetov sijaj, vstopi v devičino sobo in nato pride iz zaprte maternice«.
Pred zgodnjim nizozemskim obdobjem božanska svetloba ni bila dobro opisana: če je slikar hotel upodobiti nebeški sij, je predmet običajno naslikal v odsevno zlato. Osredotočili so se na opis samega predmeta, ne pa na učinek svetlobe, ko je padla čez njega. Van Eyck je bil eden prvih, ki je prikazal nasičenost svetlobe, osvetlil učinke in gradacije, ko se je razlila po slikovnem prostoru. Podrobno je opisal, kako se lahko barva predmeta spreminja glede na količino in vrsto svetlobe, ki ga osvetljuje. Ta igra svetlobe je očitna na celotni tabli, še posebej pa jo vidimo na Marijini pozlačeni obleki in dragoceni kroni, po laseh in na plašču.

### Eleusaikona
Tabla je z antwerpensko Madono pri vodnjaku splošno sprejeta kot ena od dveh Eyckovih poznih slik Madone in otroka pred njegovo smrtjo okoli leta 1441. Obe prikazujeta stoječo devico, oblečeno v modro. V obeh delih je Marijino pozicioniranje in barvanje v nasprotju z njegovimi prejšnjimi ohranjenimi obdelavami osebe, v kateri je bila običajno sedeča in oblečena v rdeče. Modeli stoječih Devic so obstajali v ikonah bizantinske umetnosti, obe sliki pa predstavljata tudi spremenjene različice tipa Eleusa ali glikofilusa (pomeni »tip nežne, intimne, materinske Marije«), ki se včasih imenuje tudi Marija milosti, kjer se Marija in otrok dotikata z obrazi in otrok boža Marijin obraz.
V 14. in 15. stoletju je bilo veliko teh del uvoženih v severno Evropo, med njimi pa jih je kopirala tudi prva generacija nizozemskih umetnikov. Ikonografija tako poznega Bizanca, ki ga je upodobil neznani umetnik, odgovoren za  Cambraiško Madono, in naslednikov 14. stoletja, kot je Giotto, je bila naklonjena predstavitvi Madone v monumentalnem obsegu. Van Eyck je nedvomno absorbiral te vplive, čeprav je kdaj in prek katerih del sporen. Verjame se, da jih je videl iz prve roke med obiskom Italije kjer je bil leta 1426 ali 1428, preden je bila Cambraiška ikona pripeljana na sever. Van Eyckovi obe tabli Madone sta prenašali navado razmnoževanja in sta bili sami pogosto kopirani v komercialnih delavnicah skozi 15. stoletje. 
Mogoče je, da je bil bizantinski okus teh podob povezan tudi s sodobnimi poskusi diplomacije, da bi dosegli spravo z grško pravoslavno cerkvijo, za kar se je močno zanimal van Eyckov pokrovitelj Filip Dobri. Van Eyckov portret kardinala Niccolòja Albergatija (ok. 1431) prikazuje enega izmed papeških diplomatov, ki so bili najbolj vpleteni v ta prizadevanja.

### Marija kot Cerkev
Van Eyck daje Mariji tri vloge: Kristusova mati, poosebitev Ecclesia Triumphans in nebeška kraljica, ki je očitna v njeni kroni, okrašeni z dragulji. Skoraj miniaturna slika je v nasprotju z Marijino nerealno veliko postavo v primerjavi z okoljem. Fizično prevladuje nad stolnico; njena glava je skoraj poravnana s približno šestdeset metrov visoko galerijo. To popačenje obsega najdemo na številnih drugih Van Eyckovih slikah Madone, kjer oboki večinoma gotske notranjosti ne dopuščajo prostora za devico. Pächt notranjost opisuje kot 'prestolno sobo', ki jo zavije kot "torbo za prenašanje". Njena monumentalna postava odraža tradicijo, ki sega do italo-bizantinskega tipa - morda najbolj znana po Giottovi Ognissanti Madona (ok. 1310) - in poudarja njeno identifikacijo s samo stolnico. Till-Holger Borchert pravi, da je van Eyck ni naslikal kot 'Madono v cerkvi', temveč kot metaforo, ki Marijo predstavlja 'kot Cerkev'. To idejo, da njena velikost predstavlja njeno utelešenje kot Cerkev, je prvi predlagal Erwin Panofsky leta 1941. Umetnostni zgodovinarji v 19. stoletju, ki so menili, da je bilo delo izvedeno že v Van Eyckovi karieri, so njen obseg pripisali napaki razmeroma nezrelega slikarja.
Kompozicija je danes videti namerna in v nasprotju tako z njegovo Madono kanclerja Rolina kot z Portretom Arnolfinijev. Ta dela prikazujejo na videz premajhno notranjost, da bi lahko vsebovala figure, okolje, ki ga je van Eyck uporabljal za ustvarjanje in poudarjanje intimnega prostora, ki sta si ga delila donator in svetnik. Devičina višina spominja na njegovo Oznanjenje iz leta 1434–36, čeprav v tej kompoziciji ni nobene arhitekturne opreme, ki bi dala stavbi jasen obseg. Kopija Oznanjenja Joosa van Clevea, ki morda odraža pogled 'razmeroma nezrelega slikarja', prikazuje Marijo v bolj realnem razmerju do njene okolice.
Marija je predstavljena kot marijanski privid; v tem primeru se verjetno pojavi pred donatorjem, ki bi v molitvi pokleknil na zdaj izgubljeni nasprotni tabli. Zamisel o svetniku, ki se pojavlja pred laiki, je bila pogosta v severni umetnosti tega obdobja, zastopana pa je tudi v Van Eyckovi Devici in otroku s kanonikom van der Paeleom (1434–36). Tam je kanonik upodobljen, kot da se je za trenutek ustavil, da bi razmislil o odlomku iz svoje ročne biblije, ko se pred njim prikažeta Devica in dete z dvema svetnikoma, kot da bi bili utelešenje njegove molitve.

### Romanje
Ker je bila molitvena tabla, postavljena na steber, značilna lastnost romarskih cerkva, si Harbison ta panel razlaga kot delno povezan s pojavom romanja. Ta tip table je vseboval posebne molitve, za katere so verjeli, da prinašajo odpustek ali skrajšanje časa v vicah, če jih recitirajo pred določeno podobo ali v cerkvi. Kip Device z Detetom v niši za Marijino levo ramo mogoče predstavlja takšno podobo, medtem ko naj bi napis s himno o Jezusovem rojstvu okrog izgubljenega okvira, ki se konča z ETCET, torej etcetera, opazovalcu sporočal, naj recitira celotno himno, mogoče za odpustek. Namen slike je torej mogoče bil, da predstavlja dejanje romanja in ga prenaša v domače okolje. To bi se zdelo Filipu Dobremu privlačno, saj je, čeprav je tudi osebno šel na več romanj, v virih ohranjeno, da je plačal van Eycku, da je šel na romanje v njegovem imenu leta 1426, kar je bila očitno sprejemljiva navada v poznosrednjeveškem krščanskem računovodstvu. 
Devica z Detetom v ospredju bi utegnila predstavljati kipe iz ozadja, ki postajajo živi; v tistih časih je tovrstna prikazen štela za najvišje možno doživetje med romanjem. Oboji so v podobnih pozah in njena visoka krona je bolj značilna za tiste kipe kot pa za vladarje ali slikarske upodobitve Device. Harbison poleg tega domneva, da sta jezerci svetlobe na tleh nekakšen odmev dveh sveč, ki stojita ob straneh enega od kipov, opozarja pa še na to, da imajo molitveno tablo tudi spodaj opisane kopije, na eni je celo pomaknjena bolj v ospredje.

## Izgubljen diptih in kopije
Večina umetnostnih zgodovinarjev verjame, da obstajajo številni kazalci, da je bila tabla levo krilo razstavljenega diptiha. Okvir vsebuje zaponke, kar pomeni, da je bil nekoč pritrjen na drugo tablo. Zdi se, da je delo simetrično uravnoteženo s pripadajočim desnim krilom: Marija je postavljena nekoliko desno od sredine, medtem ko je njen, skoraj sramežljiv pogled usmerjen v prostor čez rob table, kar kaže na to, da gleda pri ali v smeri klečečega donatorja v desnem krilu. Vidne arhitekturne značilnosti - z izjemo niš, križanja in oken neposredno za njim, ki so pod pravim kotom na ladjo in sredino spredaj, obrnjene proti gledalcu - so na levi strani table, obrnjene proti desni.
Harbison meni, da je tabla »skoraj zagotovo le leva polovica posvečenega diptiha«. Dhanens opaža, kako se Marijina očesna črta širi čez obzorje njene table, kar je skupna značilnost nizozemskih diptihov in triptihov, kjer je svetnikov pogled usmerjen k spremni podobi donatorja. Drugi kazalniki vključujejo nenavadno poševen arhitekturni vidik cerkve, kar kaže na to, da naj bi bila njena upodobitev razširjena do sestrskega krila - na podoben način kot Mojster Flemallejevega Oznanjenja in zlasti v van der Weydnovem Triptih družine Braque iz okoli leta 1452, kjer je še posebej poudarjena kontinuiteta med tablami.
Dve skoraj sodobni kopiji, ki se običajno pripisujeta gentskemu Mojstru leta 1499 in Janu Gossaertu, sta bili dokončani, medtem ko je bil original v zbirki Margarete Avstrijske, pravnukinje Filipa Dobrega. Obe predstavljata različici table Madone kot levo krilo nabožnega diptiha, portret donatorja pa kot desno krilo. Vendar imata obe donatorski tabli zelo različne nastavitve. Različica iz leta 1499 prikazuje cistercijanskega opata Christiaana de Hondta, kako moli v svojih razkošnih prostorih, medtem ko Gossaert v panoramskem okolju predstavlja donatorja Antonia Siciliana v spremstvu svetega Antona. Ni znano ali katero koli delo temelji na originalni levi tabli, ki jo je naslikal van Eyck.
Panel Madona iz leta 1499 je prosta priredba, saj je umetnik spremenil in prerazporedil številne elemente. Vendar se umetnostni zgodovinarji običajno strinjajo, da škodijo ravnovesju in vplivu kompozicije. Tabla, ki jo pripisujejo Gossaertu, prikazuje še pomembnejše, čeprav morda uspešnejše spremembe, vključno s premikanjem središča ravnotežja z dodajanjem odseka na desni strani, popolno oblačenje Device v temno modro in spreminjanje njenih obraznih potez. Obe kopiji izpuščata dva snopa močne svetlobe na tleh nasproti nje in tako odstranjujeta mistični element van Eyckovega originala, morda zato, ker kasnejši umetniki niso dojeli njegovega pomena. Da je Gossaert tako natančno spremljal druge vidike originala, je dokaz velikega spoštovanja do tehničnih in estetskih sposobnosti van Eycka, nekateri pa so njegovo različico videli kot poklon. Občudovanje Mojstra 1499 nad Van Eyckom je razvidno iz njegove leve table, ki vsebuje številne funkcije, ki spominjajo na Van Eyckov Portrt Arnolfinijev, vključno z upodabljanjem stropnih tramov ter barvo in teksturo rdečih tkanin.
Okoli 1520–30 je gentski iluminator in miniaturist Simon Bening ustvaril polovično Devico in otroka, ki je zelo podobna van Eyckovi tabli, do te mere, da jo lahko štejemo za ohlapno kopijo. Morda pa je tesneje povezana z originalno Cambraiško Madono, zlasti pri oblikovanju haloja, ki je v 15. stoletju veljal za staromodnega. Beningova Madona se razlikuje od dveh prejšnjih izvodov van Eycka; bila je mišljena kot samostojna tabla, ki ni del diptiha in čeprav je kompozicijsko podobna, korenito odstopa od originala, zlasti v barvi. Menijo, da je Beningovo delo našlo vzor v Gossaertovi tabli in ne neposredno van Eyckovi.

## Izvor
Izvor tega dela vsebuje veliko vrzeli in tudi bolje dokumentirana obdobja so po besedah Dhanensa pogosto zapletena ali "motna". Zapisov od začetka 16. stoletja do leta 1851 skoraj ni, tatvina leta 1877 pa pri nekaterih pušča dvom o tem, kaj točno je bilo vrnjeno. Zgodovinar Léon de Laborde je leta 1851 dokumentiral oltar v vasi blizu Nantesa - Madono v cerkveni ladji, ki je v desni roki držala dete Jezusa -, ki jo je opisal kot »poslikano na les, zelo dobro ohranjeno, še vedno v prvotnem okviru«. Opis vsebuje podrobne podatke o napisu okvirja. V dokumentu iz leta 1855 je zapisana Devica v cerkvi, za katero se je mislilo, da sta jo naslikala Hubert in Jan van Eyck, kar je lahko ista slika. Pripadala je gospodu Nauu, ki jo je kupil za 50 frankov od hišne pomočnice Francoisa Cacaulta, francoskega diplomata, ki je kupil številne slike iz Italije.
Tablo, ki je po opisu zelo podobna, je nekje v 1860-ih kupil umetniški zbiratelj iz Aachna Barthold Suermondt in jo leta 1869 katalogiziral s podrobnostmi o napisu na okvirju. Menili so, da je to delo prišlo iz Nantesa, kar kaže na to, da je enako kot na tabli, omenjeni leta 1851. Zbirko Suermondta je berlinski muzej pridobil maja 1874 kot del nakupa 219 slik. Slika je bila ukradena marca 1877 in ustvarila svetovno novico; odkrita je bila deset dni kasneje, vendar brez originalnega okvirja. ref> Oseba, ki je sliko vrnila, je trdila, da jo je kupila približno 17 grošev. See Dhanens (1980), 323</ref> Berlinski muzejski katalog iz leta 1875 pripisuje posnemovalca van Eycka; katalog iz leta 1883 izvirnik opisuje kot izgubljen, berlinsko sliko pa za kopijo. Kmalu zatem pa je bila preverjena njena verodostojnost in berlinski katalog iz leta 1904 jo je pripisal van Eycku.
Filip Dobri je bil morda prvotni pokrovitelj, glede na to, da je bila slika, ki ustreza njegovemu opisu, zabeležena v inventarju njegove pravnukinje Margarete Avstrijske iz leta 1567, ki je podedovala večino Filipove zbirke. Opis v njenem zapisu se glasi: »Un autre tableau de Nostre-Dame, du duc Philippe, qui est venu de Maillardet, couvert de satin brouché gris, and ayant fermaulx d'argent doré et bordé de velours vert. Fait de la main Johannes«  Iz konvencij o poimenovanju, znanih iz inventarja zbirke, se »Johannes« verjetno nanaša na van Eycka »duc Philippe« na Filipa.